# Гапе-Дюмон, Брижит
Брижит Гапе-Дюмон (фр. Brigitte Gapais-Dumont, р.25 апреля 1944) — французская фехтовальщица-рапиристка, призёр чемпионатов мира и Олимпийских игр.

## Биография
Родилась в 1944 году. В 1964 году приняла участие в Олимпийских играх в Токио, но там французские рапиристки стали лишь 6-ми. В 1966 году стала обладательницей бронзовой медали чемпионата мира.  В 1968 году приняла участие в Олимпийских играх в Мехико, но там французские рапиристки заняли лишь 4-е место, и в личном зачёте она также стала 4-й. На чемпионате мира 1970 года стала обладательницей бронзовой медали. В 1972 году приняла участие в Олимпийских играх в Мюнхене но там французские рапиристки были лишь 6-ми. В 1976 году завоевала серебряную медаль Олимпийских игр в Монреале в командном первенстве, а в личном первенстве стала 4-й.
В 1976-1981 годах была вице-президентом Национального олимпийского и спортивного комитета Франции.